# Emily Carr University of Art and Design
Emily Carr University of Art and Design (voorheen het Emily Carr Institute of Art and Design), bekend als 'ECUAD', is een openbare postsecundaire kunstacademie en universiteit gevestigd in Vancouver, British Columbia, Canada. 
De instelling is opgericht in 1925 als de Vancouver School voor decoratieve en toegepaste kunst, een eerste graad verlenende instelling in British Columbia voor studenten van zowel de beeldende en podiumkunsten. De universiteit is vernoemd naar de Canadese kunstenaar Emily Carr in 1978. Het biedt de graden van Bachelor of Fine Arts, Bachelor of Design, Bachelor in Media Arts, Master of Fine Arts, Master of Arts, Master of Design en de gezamenlijk aangeboden Master of Digital Media aan bij vijf faculteiten: Faculty of Culture and Community, Ian Gillespie Design Faculty + Dynamic Media, Jake Kerr Faculteit voor Gediplomeerde Studies, Audain Faculteit voor Kunst en Centrum voor Designinnovatie + Ondernemerschap.